# Epicypta bilunulata
Epicypta bilunulata är en tvåvingeart som först beskrevs av Senior-white 1924.  Epicypta bilunulata ingår i släktet Epicypta och familjen svampmyggor. Inga underarter finns listade i Catalogue of Life.